# Lill-Skiftestjärnen
Lill-Skiftestjärnen är en sjö i Bräcke kommun i Jämtland och ingår i Ljungans huvudavrinningsområde.